# Keisuke Funatani
Keisuke Funatani (født 7. januar 1986) er en japansk fodboldspiller.